# Mandromodromotra
Mandromodromotra is een plaats en commune in het zuiden van Madagaskar, behorend tot het district Tôlanaro, dat gelegen is in de regio Anosy. Tijdens een volkstelling in 2001 telde de plaats ongeveer 4000 inwoners.
De plaats biedt lager onderwijs aan. 50% van de bevolking is landbouwer en 10% van de bevolking houdt zich bezig met veeteelt. Er wordt met name rijst verbouwd. Ook wordt er lychees, zoete aardappelen en cassave verbouwd. 2% van de bevolking is werkzaam in de industriesector en 3% van de bevolking in de dienstensector. Verder houdt 35% van de bevolking zich bezig met visserij.